# Горчаков, Андрей Иванович
Князь Андре́й Ива́нович Горчако́в (1779, Москва — 1855, Москва) — русский военачальник, племянник и протеже А. В. Суворова, брат А. И. Горчакова, генерал от инфантерии (1819).

## Биография
Из княжеского рода Горчаковых, сын князя Ивана Романовича и сестры А. В. Суворова Анны.
Был записан на военную службу в гвардию ещё в двухлетнем возрасте, что для детей дворян того времени было нормой; 1 января 1793 года вступил в действительную военную службу в чине прапорщика. В 1797 году получил чин подполковника гвардии и должность флигель-адъютанта при императоре Павле I. 12 февраля 1798 года по непосредственному приказу монарха отправился в село Кончанское к находившемуся там в фактической ссылке Суворову, предложив тому прибыть в Петербург для беседы с императором; добившись согласия фельдмаршала, впоследствии стал посредником в его примирении с Павлом.
В апреле 1798 года был произведён в полковники, а 5 августа 1798 года — в генерал-майоры, после чего был переведён в лейб-гвардии Преображенский полк. 1 ноября 1798 года вышел в отставку, но уже 9 января 1799 года вновь поступил на службу — в Военную коллегию. Добровольно решил принять участие в Итальянском и Швейцарском походах Суворова, вернувшись тем самым к боевой службе, и проявил храбрость в битве при Треббии, будучи награждён за отличие орденом Святой Анны 1-й степени с алмазами, а также в сражении при Нови. 11 февраля 1800 года произведён в генерал-лейтенанты за успешный переход через Альпы. 8 марта 1800 года назначен шефом Невского мушкетерского полка, а 17 февраля 1803 года — шефом Тамбовского мушкетёрского полка. 17 августа 1805 года назначен инспектором гарнизонов Московской инспекции, с оставлением в должности шефа Тамбовского мушкетёрского полка.
В 1806 году участвовал в создании 18-й пехотной дивизии, которая под его руководством участвовала в Войне четвёртой коалиции. В битве под Фридландом под его командованием находились войска правого фланга русской армии.
В 1809 году принимал участие в войне против Австрии, поскольку Россия тогда считалась союзницей Франции, а после победы возглавлял оккупацию Восточной Галиции. Во время этой кампании он отправил письмо к главнокомандующему австрийской армией эрцгерцогу Фердинанду, в котором поздравил того с победой в битве при Ваграме и заявил, что надеется, чтобы «храбрые войска были соединены на поле чести», и отметил, что «с нетерпением ожидает времени, когда он мог бы присоединиться с своею дивизией к войскам эрцгерцога». После того как это письмо перехватили французы, Горчаков по приказу императора был подвергнут военному суду и по итогам доклада от генерал-аудиториата император Александр I приказал «отставить его от всех служб, никогда в оные не принимать и воспретить въезд в обе столицы». 29 сентября 1809 года Горчаков вынужден был уйти в отставку с военной службы.
1 июля 1812 года был, однако, вновь принят на действительную военную службу и получил назначение во 2-ю Западную армию, в которой командовал «авангардным корпусом», созданным 23 июля (27-я пехотная дивизия, 2-я сводная гренадерская дивизия, а также две роты артиллерии).
5 сентября (24 августа) генерал Багратион возложил на Горчакова оборону Шевардинского редута, находившегося в районе Бородинского поля, в двух верстах от деревни Семёновской, с целью задержать на этом участке французов как можно дольше, чтобы остальные войска тем временем могли занять позиции, выбранные для генерального сражения, и успеть возвести на них укрепления. Численность наступавшей французской армии оценивалась в 35—40 тысяч человек, тогда как редут под началом Горчакова обороняло всего 11 тысяч русских; тем не менее, его войска не только смогли удержать позиции до позднего вечера, отойдя к главным силам только по приказу Михаила Кутузова, но и несколько раз переходили в контратаки.
Находясь 7 сентября (26 августа) в «день Бородина» при Багратионе, был тяжело ранен. Подчинённые ему войска — 2-я сводная гренадерская дивизия М. С. Воронцова и 27-я пехотная дивизия Д. П. Неверовского были возвращены в состав 8-го пехотного корпуса М. М. Бороздина и с честью защищали флеши, почти полностью погибнув в Бородинском сражении. Произошло ли это «возвращение» «до» или «после» Бородинского сражения, является в литературе дискуссионным. Нахождение же А. И. Горчакова «при Багратионе» указывает на определённое недовольство последним действиями А. И. Горчакова в Шевардинском бою. 20 декабря 1812 года А. И. Горчаков был удостоен ордена Святого Георгия 3-го класса «в награду за мужество и храбрость, оказанные в сражении против французских войск 26-го августа при Бородине». Из-за полученной раны вынужден был долго лечиться и вернулся в армию в начале 1813 года. Возглавил сначала 8-й, а затем 1-й пехотный корпус.
Участвовал в так называемой Битве народов под Лейпцигом, за проявленную храбрость в которой был награждён орденом Св. Владимира 1-й степени. Ему также были пожалованы знаки ордена Красного орла 1-й степени от Прусского королевского двора. В 1814 году участвовал в сражениях под Бриенном, Ла-Ротьером, Бар-сюр-Обом. 19 марта 1814 года получил орден Святого Георгия 2-го класса «за отличие при взятии Парижа».

В 1817 году был назначен членом Государственного совета, 1 января 1819 года произведён в генералы от инфантерии. 14 января 1819 года возглавил 3-й пехотный корпус, а 19 февраля 1820 года — 2-й пехотный корпус. Сын писателя М. Н. Загоскина, видевший Горчакова в 1851 году, писал о нём:
Старик высокого роста, худой, сутуловатый и белый, как лунь. По старой привычке, он не носил усов, что придавало гладко выбритому морщинистому его лицу сходство с лицом какой-либо почтенной старушки. Князь мог бы быть интересным рассказчиком про былое прожитое им время, но, к сожалению, он редко пускался в разговоры, сидел смирно, глядел сумрачно и приезжал на обеды, вероятно, с целью вкусно и сытно покушать.
Умер в 1855 году, похоронен в Донском монастыре в Москве (место могилы даже приблизительно не определено).

## Награды
российские
- Золотая шпага «За храбрость» (1792)
- Орден Святого Иоанна Иерусалимского (1799)
- Орден Святой Анны 1 ст. с алмазами (1799)
- Орден Святого Георгия 3 ст. (1812)
- Золотая шпага «За храбрость» с алмазами  (1813)
- Орден Святого Владимира 1 ст. (1813)
- Орден Святого Георгия 2 ст. (1814)[8]

иностранные
- Прусский орден Pour le Mérite (1794)
- Прусский Орден Красного орла 1 ст. (1813)
- Баварский Орден Святого Губерта (1813)
- Баварский Орден Пфальцского льва (1813)
- Австрийский Военный орден Марии Терезии 3 ст. (1814)
- Сардинский Орден Святых Маврикия и Лазаря 1 ст. (1814)

## Семья
Был женат (с 09.07.1839; Штутгарт) на своей двоюродной племяннице Варваре Аркадьевне (1803—1885), вдове Д. Е. Башмакова, дочери А. А. Суворова и Е. А. Нарышкиной. Брак не был счастливым, и они скоро разъехались.